# Кимпіна
Кимпіна (рум. Câmpina) — місто у повіті Прахова в Румунії, що має статус муніципію.
Місто розташоване на відстані 81 км на північ від Бухареста, 31 км на північний захід від Плоєшті, 59 км на південь від Брашова.

## Населення
За даними перепису населення 2002 року у місті проживали 38 789 осіб.
Національний склад населення міста:
| Національність            | Кількість осіб | Відсоток |
| ------------------------- | -------------- | -------- |
| румуни                    | 38201          | 98,5%    |
| цигани                    | 422            | 1,1%     |
| угорці                    | 56             | 0,1%     |
| німці                     | 30             | 0,1%     |
| греки                     | 16             | < 0,1%   |
| росіяни-липовани          | 8              | < 0,1%   |
| євреї                     | 6              | < 0,1%   |
| італійці                  | 6              | < 0,1%   |
| українці                  | 5              | < 0,1%   |
| словаки                   | 4              | < 0,1%   |
| поляки                    | 3              | < 0,1%   |
| татари                    | 2              | < 0,1%   |
| вірмени                   | 2              | < 0,1%   |
| турки                     | 1              | < 0,1%   |
| серби                     | 1              | < 0,1%   |
| болгари                   | 1              | < 0,1%   |
| чехи                      | 1              | < 0,1%   |
| не вказали національність | 6              | < 0,1%   |

Рідною мовою назвали:
| Мова                  | Кількість осіб | Відсоток |
| --------------------- | -------------- | -------- |
| румунська             | 38529          | 99,3%    |
| циганська             | 151            | 0,4%     |
| угорська              | 43             | 0,1%     |
| німецька              | 19             | < 0,1%   |
| російська             | 11             | < 0,1%   |
| італійська            | 6              | < 0,1%   |
| грецька               | 5              | < 0,1%   |
| українська            | 3              | < 0,1%   |
| турецька              | 2              | < 0,1%   |
| татарська             | 2              | < 0,1%   |
| сербська              | 1              | < 0,1%   |
| словацька             | 1              | < 0,1%   |
| болгарська            | 1              | < 0,1%   |
| не вказали рідну мову | 3              | < 0,1%   |

Склад населення міста за віросповіданням:
| Релігія                                       | Кількість осіб | Відсоток |
| --------------------------------------------- | -------------- | -------- |
| православні                                   | 37316          | 96,2%    |
| римо-католики                                 | 458            | 1,2%     |
| адвентисти                                    | 424            | 1,1%     |
| п'ятдесятники                                 | 265            | 0,7%     |
| греко-католики                                | 56             | 0,1%     |
| бретрени                                      | 54             | 0,1%     |
| баптисти                                      | 42             | 0,1%     |
| реформати                                     | 28             | 0,1%     |
| лютерани                                      | 27             | 0,1%     |
| атеїсти                                       | 26             | 0,1%     |
| лютерани (Синодально-пресвітеріанська церква) | 21             | 0,1%     |
| не релігійні                                  | 11             | < 0,1%   |
| мусульмани                                    | 6              | < 0,1%   |
| лютерани (Аугсбурзького сповідання)           | 6              | < 0,1%   |
| юдеї                                          | 5              | < 0,1%   |
| унітарії                                      | 1              | < 0,1%   |
| не вказали релігію                            | 12             | < 0,1%   |

## Уродженці
- Еуджен Жебеляну — румунський поет.
- Евсебіо Штефанеску (1944—2015) — румунський актор театру і кіно, поет.

## Зовнішні посилання
- Дані про місто Кимпіна на сайті Ghidul Primăriilor [Архівовано 9 Грудня 2011 у Wayback Machine.]